# 부산강서소방서
부산강서소방서(釜山江西消防署, Busan Gangseo Fire Station)는 부산광역시 강서구를 관할하는 부산광역시 소방안전본부 산하의 소방서이다.
소방서장은 소방정으로 보한다.

## 조직
- 청문담당관
  - 감사감찰계
  - 보건안전계

| - 소방행정과 - 소방행정계 - 예산장비계 | - 구조구급과 - 구조구급계 - 교육홍보계 | - 예방안전과 - 안전지도계 - 소방민원계 |

- 현장대응단
  - 방호계
  - 지휘조사계(1,2,3팀)

## 관할센터 및 관할구역
부산강서소방서는 5개의 119안전센터와 1개의 구조대를 산하에 두고 있다.
| 명칭                     | 사진 | 주소            | 관할구역                          | 지역대 |
| ------------------------ | ---- | --------------- | --------------------------------- | ------ |
| 녹산119안전센터          |      | 녹산산단361로 9 | 가덕도동, 녹산동 일부             |        |
| 신호119안전센터          |      | 신호산단4로 62  | 명지동, 대저2동 일부, 녹산동 일부 |        |
| 대저119안전센터          |      | 대저로221길 9   | 대저1동, 대저2동 일부             |        |
| 강동119안전센터          |      | 제도로 693      | 강동동, 가락동                    |        |
| 지사119안전센터          |      | 지사동 1218-3   | 녹산동 일부                       |        |
| 부산강서소방서 119구조대 |      | 녹산산단361로 9 | 부산광역시 강서구 일원            |        |

## 같이 보기
- 대한민국 소방청
- 대한민국의 소방
- 소방관 계급